# Stenochrus leon
Stenochrus leon är en spindeldjursart som beskrevs av Armas 1995. Stenochrus leon ingår i släktet Stenochrus och familjen Hubbardiidae. Inga underarter finns listade i Catalogue of Life.